# Eva de Goede
Eva de Goede (Zeist, 23 marzo 1989) è una hockeista su prato olandese.

## Palmarès
Olimpiadi
- 2 medaglie:
  - 2 ori (Pechino 2008, Londra 2012)
  - 1 argento (Rio 2016)

Mondiali
- 2 medaglie:
  - 1 oro (L'Aia 2014)
  - 1 argento (Rosario 2010)

Europei
- 3 medaglie:
  - 1 oro (Mönchengladbach 2011)
  - 1 argento (Londra 2015)
  - 1 bronzo (Boom 2013)

Champions Trophy
- 5 medaglie:
  - 1 ori (Quilmes 2007)
  - 4 bronzi (Amstelveen 2006, Mönchengladbach 2008, Rosario 2012, Mendoza 2014)